# Tino Soriano

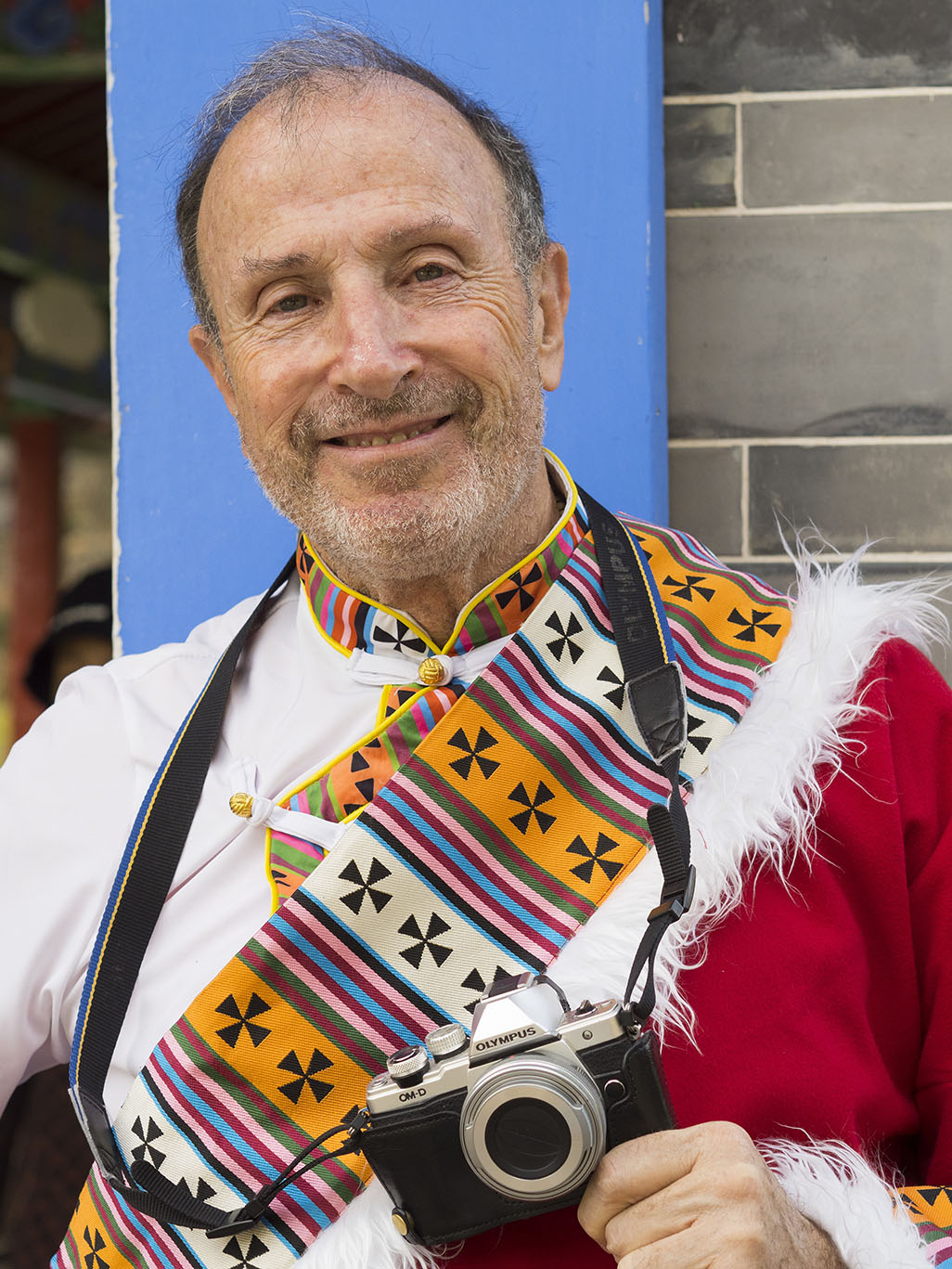
Tino Soriano

Tino Soriano (Barcelona, 1955) es un fotógrafo catalán de fotoperiodismo y viaje, que colabora en revistas y entidades como El País Semanal, el Magazine de La Vanguardia, Viajar, Geo, Paris Match, El Express, Los Angeles Times, Der Spiegel, entre otros. Desde 2001 es fotógrafo de National Geographic. Ha obtenido premios por su obra fotográfica de la UNESCO, la OMS y la fundación World Press Photo.
También es conductor de talleres sobre fotografía humanista y reportaje de toda la geografía española. Ha viajado por varios países cumpliendo diferentes encargos, especialmente por España, Italia, Portugal, Escocia y Sudáfrica.
También dirige viajes fotográficos en países como México, EE. UU., Etiopía, Myanmar, India, Filipinas, Perú, Benín o China y ha dado tres veces la vuelta al mundo, la última por encargo de la compañía de ópticas y fotografía Olympus y las otras dos para la revista Viajar.
Actualmente reside en Bañolas (Gerona). El año 2017 ganó el Premio Nacional de Fotografía Piedad Isla, otorgado por la Diputación de Palencia.

## Historia
Su primera exposición individual "El futuro existe" tuvo lugar en abril de 1992 en el Palacio Robert (Barcelona), exposición que continuaba itinerando por España veinte años después. Una selección de sus fotografías sobre este tema se proyectó en "VISA POUR L'IMAGE", el Festival Internacional de Fotoperiodismo de Perpiñán este mismo año.
En 2001 expuso a VISA POUR El IMAGE un reportaje sobre "La zafra", vudú y esclavitud en pleno siglo XXI en la República Dominicana, premiado por la UNESCO. Más tarde participó en las colectivas "Introducción a la Historia de la Fotografía en Cataluña" (Museo Nacional de Arte de Cataluña) y "Las Culturas del Trabajo" (Centro de Cultura Contemporánea de Barcelona).
Otras exposiciones relevantes han sido: "Costa Brava Mágica", "Barcelona", "Radiografía de un Hospital", "Banyoles", "Amazonia Peruana", "Haití" (expuesta en el Museo Nacional de Puerto Príncipe y Bienal de Fotografía Xavier Miserachs), "Todo lo que te perdiste de la Merced" y "la vitrina del fotógrafo" (Barcelona), "en el sur de Italia" (Festimage'08 de Calella), "la Investigación salva vidas: una batalla contra el cáncer "(Instituto Catalán de Oncología)," Airea tus esperanzas "(Itinerante por toda España)," Sonrisas, lágrimas y una Vuelta al Mundo "(Blanes, 2010)," Harina blanda "(Bañolas, 2015), "Color a la vida" (Madrid-Barcelona-Palma de Mallorca, 2017), "Life is beatiuful (Palencia, 2018) y "Martellamento diluidos nel tempo" (Barcelona, 2018).
Fue protagonista de tres documentales en la televisión: "Andalucía, el despertar de los sentidos", "Kardelen, la nueva esperanza de Turquía" y "Historias del Mar: Protegiendo los Océanos"; todos por National Geographic Channel y desde el año 2001 su obra y su biografía son parte del catálogo de la National Geographic Image Collection, con sede en Washington.
Fue director artístico del Festival Fotonature en la isla de La Palma 2010-2018 y fotógrafo embajador de Olympus y de la Confederación Española de Fotografía.
También ha escrito libros sobre técnica fotográfica y se ha especializado en fotoperiodismo. Su obra personal explora el mundo de la Medicina desde el año 1980, cuando tomó un primer reportaje sobre el Instituto Mental.

## Obra

### Libros
- 1992: El Futur Existeix (Editorial Lunwerg)
- 1997: Banyoles (Focal Edicions)
- 1999: "Descubrir España - Galicia (Editorial National Geographic)
- 2001: Fotografía de viajes (Editorial Juventud)
- 2002: Tras la huella de los braceros (Editorial GARR-Plate-forme VIDA)
- 2002: World Great Train Journeys (Editorial National Geographic)
- 2002: Latidos en un hospital" (Editorial Lunwerg)
- 2003: Dalí 1904 - 2004 (Editorial Ediciones 62)
- 2004: Fotomercè 2003  (Editorial Ajuntament de Barcelona)
- 2004: La Guia RACC de Dalí (Editorial RAC - 62, SL)
- 2004: Catalans (Editorial Ediciones 62)
- 2005: Història de l'Art Català (Editorial Ediciones 62)
- 2005: Portugal (Editorial National Geographic)
- 2005: Sicily (Editorial National Geographic)
- 2006: Madrid (Editorial National Geographic)
- 2007: Naples & Southern Italy (Editorial National Geographic)
- 2007: Verges - La Processó (Editorial Arola Editors)
- 2009: Conectados a la Vida (Editorial Arteria Comunicació en Salut, SL)
- 2011: David contra Goliat. El día a día del cáncer infantil (Editorial Siglo XXI llibris4, SL)
- 2011: Foto a foto: Perfecciona tu técnica y disfruta aprendiendo con 250 fotos comentadas (Editorial FotoRuta)
- 2012: Spain (Editorial National Geographic)
- 2013: Rome - National Geographic Traveler Guide (Editorial National Geographic)
- 2014: Florence and Tuscany - National Geographic Traveler Guide (Editorial National Geographic)
- 2015: FutbolNet_ El Barça llega a todos (Publicaciones y ediciones de la Universidad de Barcelona)
- 2018: Los secretos de la fotografía de viajes (Editorial Photo Club Anaya)
- 2019: Ayúdame a mirar. La biblia del reportaje gráfico (Editorial Anaya Multimedia)
- 2020: Fotografía con una sonrisa (Editorial Photo Club Anaya)
- 2020: BanyoleSpeculum (Editorial Tino Soriano)
- 2021: CurArte (Editorial Photo Club Anaya)
- 2021: Los colores y tú (Editorial Anaya multimedia PhotoCLUB)
- 2022: Instituto Mental 1980 (Editorial Ojos de Buey)
- 2024: Anatomía de una foto (Editorial Photo Club Anaya)

### Documentales
- 2011: Kardelen, la nueva esperanza de Turquía
- 2011: Historias del mar: Protegiendo los océanos
- 2011: Andalucía, el despertar de los sentidos

### Actividad docente
Como alumno se ha formado con fotógrafos tan relevantes como Elliot Erwitt, Alex Webb, Cristina García Rodero, Susan Meiselas, Graciela Iturbide, Patrick Zachmann y el mítico editor gráfico Christian Caujolle. Y como docente, Tino figuró en el selecto grupo de docentes-expertos de la National Geographic Society por su amplia experiencia educativa desde 2007 hasta 2018 dirigiendo talleres fotográficos.
Desde 1978, año en que empezó a colaborar en la revista "Flash Foto" con diversos artículos técnicos, ha impartido clases y conferencias en el Centro Internacional de Fotografía, en EFTI de Madrid, en I.D.E.P. de Barcelona, en el Institut d'Estudis Fotogràfics de Barcelona, en la Universitat de Periodisme Pompeu i Fabra, en los Encuentros de Fotoperiodismo de la Fundación Santa María de Albarracín, en la Escola de Fotografía de l'Universitat Politècnica de Terrassa, en la Universitat Autònoma de Barcelona (Diplomatura de Posgrado en Fotoperiodismo), Universitat de Lleida, Universitat de Valencia, Universidad Internacional de Andalucía (UNIA), Universidad Ramon Llull, Universidad Carlos III, en el Centro Andaluz de Fotografía, en la Universidad de Alcalá de Henares o en el Centro de Estudios Latino Americanos de la Universidad de Berkeley, en Estados Unidos.

## Premios
- 1995: Fotógrafo Español del Año, por Fujifilm
- 1999: World Press Photo of the Year, en la categoría Arte
- 2004: El premio mexicano, Lente de Plata, que se otorga al mejor reportaje sobre México publicado en todo el mundo.
- 2006: Premio Jaume Aguader, concedido por la Academia de Ciencias Médicas de Cataluña por su labor en la difusión del mundo de la medicina y la cooperación internacional.
- 2015: Humanity Photo Award de la UNESCO y de la CFPA (China Folclore Photographic Association)
- 2015: Premio Imagen de la Sociedad Geográfica Española
- 2017: Premio Nacional Piedad Isla de la Diputación de Palencia
- 2018: Premio Nacional de Comunicación en la categoría de Prensa de la Generalidad de Cataluña
- 2018: Medalla de Oro de la Agrupación Fotográfica de Berga
- 2020: Premio Nacional al mejor libro de Fotografía, por su libro "Ayúdame a mirar", otorgado por la Confederación Española de Fotografía.
- 2023: Premio Carles Rahola del Col.legi de Periodistes de Girona
- 2024: Premio Miravisions d’Honor 2024 de Fotoperiodismo "en reconocimiento a su larga trayectoria en el fotoperiodismo y la fotografía de viajes en medios tanto nacionales como internacionales".